# Bolxaia Burgusta
Bolxaia Burgusta (en rus: Большая Бургустa) és un poble (una khútor) de l'óblast de Rostov, a Rússia, segons el cens rus del 2010 tenia 75 habitants. Pertany al districte de Proletarsk.